# Sexy (álbum)
Exótica é o sétimo álbum de estúdio a solo da cantora portuguesa Ana Malhoa. Foi lançado a 18 de maio de 2009 pela editora Espacial.
Este álbum conta com 13 faixas, numa fusão de estilos musicais, que vão desde o pop/dance ao reggaeton. O primeiro single, "Sinto-me Sexy", configurou-se como um dos 10 vídeos musicais mais vistos do ano em Portugal e atingiu a segunda posição das rádios portuguesas, assim como o segundo single, "Devora-me com Beijos", uma versão de "Te Comeré a Besos", um hit da cantora espanhola Sara, lançado originalmente no início dos anos 2000. O terceiro single, "Sou o Fruto Proibido", atingiu o Top 5 das rádios em Portugal. "Tu Podes Vencer", o quarto single, atingiu a 16ª posição das rádios portuguesas, seguido pelo quinto single, "Borboletas", uma versão da dupla brasileira Victor & Léo, que atingiu a 8ª posição em Portugal.
Para este trabalho, Ana Malhoa contou com um visual mais arrojado e sensual, simultaneamente estrelando a capa da revista Playboy Portugal e promovendo o mesmo em sua digressão "Pop City Music Live Tour". Tornou este álbum num dos mais mediáticos da sua carreira. Sexy foi o primeiro álbum de estúdio a solo de Ana Malhoa a receber o galardão de Platina em Portugal, atingindo a primeira posição do Top Oficial da AFP, a tabela semanal dos 30 álbuns mais vendidos em Portugal, tendo ficado nesta listagem um total de 33 semanas, vendendo 21.000 cópias.

## Faixas
| N.º | Título                                     | Compositor(es)                                             | Duração |  |
| 1.  | "Sinto-me Sexy"                            | Jorge do Carmo, Ana Malhoa, Jorge Moreira                  | 3:06    |  |
| 2.  | "Devora-me com Beijos (Te Comeré a Besos)" | Sara Versão por: Jorge do Carmo, Ana Malhoa, Jorge Moreira | 3:42    |  |
| 3.  | "Sou o Fruto Proibido"                     | Jorge do Carmo, Ana Malhoa, Jorge Moreira                  | 3:29    |  |
| 4.  | "Anjo de Fogo"                             | Jorge do Carmo, Ana Malhoa, Jorge Moreira                  | 3:41    |  |
| 5.  | "A Ti Vou-me Entregar"                     | Jorge do Carmo, Ana Malhoa, Jorge Moreira                  | 3:11    |  |
| 6.  | "Beija-me mais uma vez"                    | Jorge do Carmo, Ana Malhoa, Jorge Moreira                  | 4:29    |  |
| 7.  | "5 Minutos"                                | Jorge do Carmo, Ana Malhoa, Jorge Moreira                  | 3:20    |  |
| 8.  | "Sou Uma Mulher"                           | Jorge do Carmo, Ana Malhoa, Jorge Moreira                  | 3:29    |  |
| 9.  | "Borboletas"                               | Victor Chaves Versão por: Ana Malhoa                       | 3:16    |  |
| 10. | "Tu Podes Vencer"                          | Jorge do Carmo, Ana Malhoa, Jorge Moreira                  | 3:30    |  |
| 11. | "Guardo Este Lugar"                        | Jorge do Carmo, Ana Malhoa, Jorge Moreira                  | 4:12    |  |

## Posições
| Paradas (2009) | Posições |
| -------------- | -------- |
| Portugal - AFP | 1        |

| País / Certificadora | Certificação | Vendas |
| -------------------- | ------------ | ------ |
| Portugal AFP         | Platina      | 21.000 |

## Histórico de lançamento
| País           | Data                | Formato | Gravadora                           |
| -------------- | ------------------- | ------- | ----------------------------------- |
| Portugal       | 18 de maio de 2009  | CD      | Espacial                            |
| Espanha        | 1º de junho de 2009 | CD      | Universal Music España              |
| América Latina | 1º de junho de 2009 | CD      | Universal Music Latin Entertainment |
| Estados Unidos | 1º de junho de 2009 | CD      | Universal Music Latin Entertainment |
| Canadá         | 1º de junho de 2009 | CD      | Universal Music Latin Entertainment |
| União Europeia | 1º de julho de 2009 | CD      | Universal Music Group               |

1. 1 2  Associação Fonográfica Portuguesa  Arquivado em 23 de dezembro de  2011, no Wayback Machine.
2. ↑  M.P da semana: Ana Malhoa
3. 1 2  Ana Malhoa - Portuguese Charts